# Lycophotia ericae
Lycophotia ericae är en fjärilsart som beskrevs av Jean Baptiste Boisduval 1840. Lycophotia ericae ingår i släktet Lycophotia och familjen nattflyn. Inga underarter finns listade i Catalogue of Life.